# 朱寨镇 (阜南县)
朱寨镇，是中华人民共和国安徽省阜阳市阜南县下辖的一个乡镇级行政单位。

## 行政区划
朱寨镇下辖以下地区：
曹店村、三河村、闵庄村、李寨村、前店村、油坊村、袁庄村、双沟村、曹元村、五井村、朱寨村、三曹村、大田村、大刘村和李集村。